# Símonarson
Símonarson ist ein isländischer Name.

## Bedeutung
Der Name ist ein Patronym und bedeutet Sohn des Símon. Die weibliche Entsprechung ist Símonardóttir (Tochter des Símon).

## Namensträger
- Ólafur Haukur Símonarson (* 1947), isländischer Autor
- Viðar Símonarson (* 1945), isländischer Handballspieler und -trainer